# Ernst Tannert
Ernst Tannert (* 3. Mai 1866 in Dresden; † nach 1915) war ein deutscher Landschaftsmaler der Düsseldorfer Schule.

## Leben
Tannert studierte von 1884 bis 1894 Malerei an der Kunstakademie Düsseldorf. Dort waren Heinrich Lauenstein, Hugo Crola, Adolf Schill, Peter Janssen der Ältere und vor allem der Landschaftsmaler Eugen Dücker seine Lehrer. In den Landschafterklassen Dückers weilte Tannert von 1888 bis 1894. 1894/1895 erhielt er ein Malerei-Stipendium der Aders-Tönnies-Stiftung. Bereits 1891 war er auf Ausstellungen des Vereins Berliner Künstler und der Galerie von Eduard Schulte vertreten. Auch 1899 war er bei Schulte mit Landschaften vertreten. Noch 1915 wohnte er in Düsseldorf. Unklar ist, ob er mit dem Maler Louis Tannert verwandt ist.